# Eisenia fetida
Eisenia Foetida , також відомий під рядом тривіальних назв, таких як червоний каліфорнійський черв'як, тигровий черв'як або гноєвий черв'як — вид дощових черв'яків, пристосований до середовищ з великою кількістю органічного матеріалу, що розпадається. Він дуже добре живе на рослинному матеріалі, що перегниває, компості та гною, де веде цілком підземний спосіб життя. Цей черв'як дуже рідко вибирається на поверхню, та, подібно до Lumbricus rubellus, полюбляє умови, в яких більшість черв'яків не виживає. При нападі на нього цей черв'як виділяє їдку рідину, що вважається механізмом хімічного захисту, хоча прямих досліджень про дію цієї рідини на потенційних хижаків не проводилося. Найближчим родичем виду є Eisenia andrei, що дещо блідніший за кольором.
Ці черв'яки популярні в сільському господарстві та навіть продаються комерційно завдяки здатності швидко перетворювати органічний матеріал на компост, багатий на діатомові водорості (так званий вермікомпост). Також ці черв'яки використовуються як наживка для рибальства.
Засновник вермикультивования біогумусу Доктор Thomas J. Barrett [Архівовано 1 листопада 2013 у Wayback Machine.] на своїй фермі «Earthmaster Ферми».  Барретт, з 1937 по 1950 роки, зіграв важливу роль в переконанні садівників, фермерів та інших землевласників у цінність і потенційне значення дощових черв'яків в агропромисловому. У своїх роботах, доктор Барретт говорив про моркви вагою 2,7 кг, пастернак vesivshem 1,8 кг ріпи, яка важила 3,5 кг, врожайність картоплі понад 100 т/га врожай цибулі понад 80 т/га. Все це було вирощено у своєму проекті